# Steve Martino
Pour les articles homonymes, voir Martino.
Ne doit pas être confondu avec Steve Martin.
Steve Martino de son vrai nom Stephen Michael Martino, né le 21 juillet 1959 à Dayton (Ohio) est un  réalisateur, scénariste et artiste de storyboard américain. Il est principalement connu pour avoir réalisé, avec Mike Thurmeier, le film d'animation sorti en 2012, L'Âge de glace 4 et Snoopy et les Peanuts, le film en solo, sorti en 2015.

## Filmographie

### Réalisateur
- 1996 : Monty Python & the Quest for the Holy Grail (jeu vidéo)
- 2008 : Horton (Dr Seuss' Horton Hears a Who!) coréalisateur avec Jimmy Hayward
- 2012 : L'Âge de glace 4 (Ice Age: Continental Drift) coréalisateur avec Mike Thurmeier
- 2015 : Snoopy et les Peanuts (The Peanuts Movie)

#### Annulé
- Foster coréalisateur avec Karen Disher

### Scénariste
- 2005 : Madagascar
- 2008 : Madagascar 2
- 2008-2010 : Les Pingouins de Madagascar (19 épisodes)
- 2009 : Joyeux Noël Madagascar

### Artiste de storyboard
- 1990 : World of Discovery (3 épisodes)
- 1995 : Balto, Chien-Loup des Neiges réalisé par Simon Wells
- 1997 : Monty Python : Le Sens de la vie
- 2002 : L'Aventure inédite de Scrat réalisé par Carlos Saldanha
- 2005 : Robots réalisé par Chris Wedge et co-réalisé par Carlos Saldanha